# کاپوک

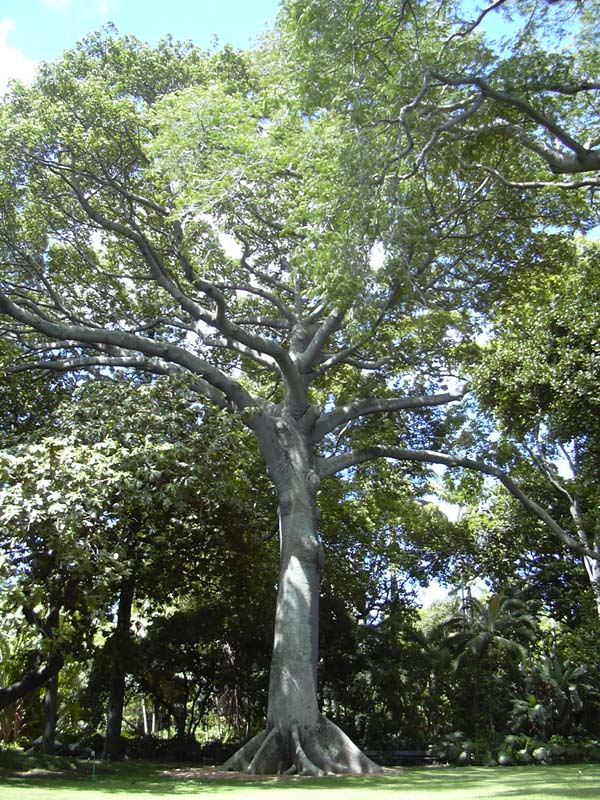
درخت پنبهٔ جاوه‌ای.

کاپوک (نام علمی: Ceiba pentandra) یا پنبهٔ جاوه‌ای درختی گرمسیری از راستهٔ پنیرک‌سانان و تیرهٔ پنیرکیان است (که پیش‌تر در خانوادهٔ پنجه‌درختان طبقه‌بندی می‌شد). خاستگاه طبیعی آن مکزیک، آمریکای مرکزی، کارائیب، شمال آمریکای جنوبی و (در گونهٔ C. pentandra var. guineensis) غرب آفریقاست. گونه‌ای کوچکتر از این درخت به جنوب آسیا و جنوب شرق آسیا وارد شده و در آن مناطق کشت می‌شود.
درخت کاپوک در اساطیر مایاها از نشانه‌های مقدس است.
در زبان‌های گوناگون، این درخت و الیاف پنبه‌مانند حاصل از غلاف‌های بذر آن به نام kapok شناخته می‌شوند؛ واژه‌ای برگرفته از زبان مالایی که در اصل به درخت پنجه (بومی آسیای گرمسیری) اطلاق می‌شده است. در کشورهای اسپانیایی‌زبان این درخت با نام «سیبا» و در کشورهای فرانسوی‌زبان با عنوان fromager شناخته می‌شود. این درخت برای الیاف شبیه به پنبهای که از بذر آن به‌دست می‌آید، به‌ویژه در جنوب شرق آسیا، پرورش می‌یابد و با نام‌هایی چون، کاپوک جاوه‌ای، پنبهٔ ابریشمی یا سامااوما نیز شناخته می‌شود.
این درخت عمدتاً در جنگل‌های بارانی آسیا کشت می‌شود، به‌ویژه در جاوه (که یکی از نام‌های رایج آن نیز از اینجا آمده)، فیلیپین، مالزی و هاینان در چین، همچنین در آمریکای جنوبی. گل‌های این درخت منبع مهمی از شهد و گرده برای زنبورهای عسل و خفاش‌ها هستند. خفاش‌ها گرده‌افشان اصلی گل‌هایی هستند که در شب شکوفا می‌شوند.
جوشاندهٔ پوست درخت پنبه جاوه‌ای برای مصارف ادرارآور، هوس‌افزا، درمان سردرد و همچنین دیابت نوع ۲ استفاده شده است. همچنین در برخی گونه‌های نوشیدنی روان‌گردان آیاهواسکا به‌عنوان افزودنی به‌کار می‌رود.

## ویژگی‌ها

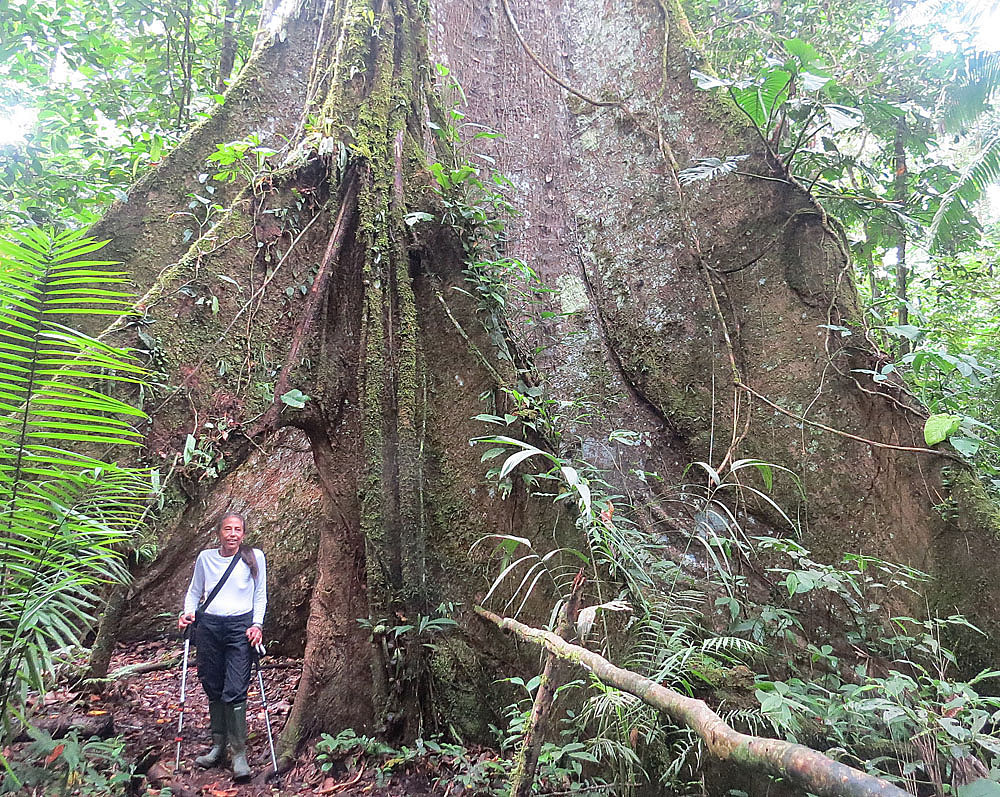
پای تنهٔ یک نمونهٔ غول‌آسا در شرق اکوادور

ارتفاع این درخت می‌تواند تا ۲۴۰ فوت (۷۳ متر) رشد کند، که این مقدار توسط صعود و انداختن نوار اندازه‌گیری تأیید شده است. گزارش‌هایی از درختانی با ارتفاع ۷۷ متر (۲۵۲ فوت) نیز وجود دارد. این درختان عظیم عمدتاً در قلمرو نوگرمسیری یا مناطق گرمسیری آفریقا قرار دارند. گونهٔ جنوب شرق آسیایی C. pentandra تنها تا ارتفاع نود فوت (۲۷ متر) رشد می‌کند. تنهٔ این درختان اغلب قطری تا حدود ۳ متر (۱۰ فوت) بالای ریشه‌های تکیه‌گاه دارند، اما نمونه‌های بسیار بزرگ می‌توانند قطری تا ۵٫۸ متر (۱۹ فوت) یا بیشتر داشته باشند.
ریشه‌های تکیه‌گاه را می‌توان در عکس‌ها مشاهده کرد که تا ارتفاع ۱۲ تا ۱۵ متر (۴۰ تا ۵۰ فوت) روی تنهٔ برخی نمونه‌ها کشیده شده‌اند و به اندازهٔ ۲۰ متر (۶۵ فوت) از تنه بیرون زده و سپس زیر زمین تا طول کلی حدود ۵۰ متر (۱۶۵ فوت) امتداد می‌یابند.
تنه و بسیاری از شاخه‌های بزرگ‌تر این درخت اغلب دارای خارهای ساده و بزرگ هستند. شاخه‌های اصلی که معمولاً ۴ تا ۶ عدد هستند، ممکن است تا ۱٫۸ متر (۶ فوت) ضخامت داشته باشند و تاجی از برگ‌ها به پهنای حدود ۶۱ متر (۲۰۱ فوت) ایجاد کنند. برگ‌ها به‌شکل برگ پنجه‌ای هستند و از ۵ تا ۹ برگچه تشکیل شده‌اند که هر یک تا حدود ۲۰ سانتیمتر (۸ اینچ) طول دارند.
درخت پنبه جاوه‌ای به‌طور موقت برگ‌ریز است، و در همین دورهٔ بدون برگ، گل‌آذین چتری آن با گل‌هایی بزرگ به رنگ‌های خامه‌ای تا قرمز شکوفا می‌شود. پس از گل‌دهی، درخت چندصد غلاف به طول ۱۵ سانتیمتر (۶ اینچ) تولید می‌کند که درون آن‌ها بذرهایی محصور در الیافی زردرنگ و کرک‌مانند قرار دارند؛ این الیاف ترکیبی از لیگنین و سلولز هستند.
گزارش‌های ذکرشده نشان می‌دهد که C. pentandra از جمله بزرگ‌ترین درختان جهان به‌شمار می‌آید.

### الیاف کاپوک
قبایل بومی در امتداد رود آمازون از الیاف کاپوک برای پیچاندن دور تیرهای تفنگ بادی استفاده می‌کنند. این الیاف نوعی آب‌بندی ایجاد می‌کنند که به فشار هوا اجازه می‌دهد تیر را از داخل لوله به بیرون براند.
این الیاف بسیار سبک، دارای شناوری بالا، مقاوم، ضدآب اما بسیار آتش‌گیر هستند. فرایند برداشت و جدا کردن الیاف کاری پرزحمت و دستی است. این الیاف به‌سختی ریسندگی می‌شوند، اما به‌عنوان جایگزینی برای کرک‌پر در پر کردن تشک، بالش، مبلمان، زافو (بالشتک نشیمن)، و عروسک‌های پرشده مانند خرس‌های عروسکی، و همچنین برای عایق حرارتی استفاده می‌شود. پیش‌تر، این الیاف به‌طور گسترده در جلیقه نجات و وسایل مشابه استفاده می‌شد تا اینکه مواد مصنوعی جای آن را گرفتند.

### روغن بذر
از بذرهای این درخت می‌توان روغن گیاهی استخراج کرد. این روغن رنگ زرد دارد و بوی مطبوع و ملایمی دارد و مزهٔ آن نیز دلپذیر است، و به روغن پنبه‌دانه شباهت دارد. این روغن در تماس با هوا به‌سرعت فاسد می‌شود. تولید آن در هند، اندونزی و مالزی صورت می‌گیرد. روغن کاپوک دارای ارزش یدی بین ۸۵ تا ۱۰۰ است؛ به همین دلیل روغنی غیراکسیدشونده محسوب می‌شود، یعنی در مجاورت هوا خشک یا سفت نمی‌شود. این روغن قابلیت‌هایی برای استفاده به‌عنوان زیست‌سوخت و نیز در ساخت رنگ دارد.

## دین و فرهنگ عامه
این درخت نمادی مقدس در اسطوره‌شناسی مایایی به‌شمار می‌رود.
در فرهنگ کوبا، درخت سیبا درختی بسیار مهم است. این درخت مقدس در آیین‌های پالو، آرارا و سانتریا به‌شمار می‌آید. به‌دلیل پیوند مذهبی آن با اریشاهای آیین سانتریا، آیین‌ها و رسوم بسیاری پیرامون این درخت انجام می‌شود: هدایایی در کنار یا پای درخت گذاشته یا دفن می‌شوند، دور درخت طواف می‌شود، و به‌طور کلی با درخت به احترام رفتار می‌شود و به آن دست نمی‌زنند. مستقل از سانتریا، این درخت در افسانه‌های محلی نیز ظاهر می‌شود و با موجوداتی به نام güijes پیوند دارد.
بر پایهٔ افسانه‌های عامیانۀ ترینیداد و توباگو، قلعهٔ شیطان در واقع درختی غول‌پیکر از گونهٔ C. pentandra است که در دل جنگل رشد کرده و بازیل، دیو مرگ، توسط یک نجار در آن زندانی شده است. نجار شیطان را فریب می‌دهد تا وارد تنهٔ درختی شود که در آن هفت اتاق یکی بالای دیگری کنده است. افسانه می‌گوید بازیل هنوز در آن درخت زندگی می‌کند.
بیشتر نقاب‌های سنتی بورکینافاسو، به‌ویژه نقاب‌های اقوام بوبو و موسی، از چوب درخت C. pentandra ساخته می‌شوند.
در میان آفرو-سورینامی‌ها، به‌ویژه پیروان آیین وینتی، این درخت با نام کانکانتری شناخته می‌شود. نقش مقدس این درخت در فرهنگ آن‌ها به‌عنوان محل سکونت ارواح برای قرن‌ها ثبت شده است. با وجود تلاش هلندی‌ها برای مسیحی‌کردن بردگان آفریقایی در سورینام، بسیاری از سیاه‌پوستان سورینامی هنوز به این درخت احترام می‌گذارند. در سورینام امروزی نیز بریدن این درخت تا حد امکان پرهیز می‌شود و اگر ناگزیر باشد، همراه با مراسم خاصی انجام می‌گیرد.

## نمادشناسی
پنبهٔ جاوه‌ای درخت ملی کشورهای گواتمالا، پورتوریکو، و گینه استوایی است. تصویر این درخت در نشان و پرچم گینه استوایی نیز دیده می‌شود.
درخت پنبه‌ای نمادی تاریخی در مرکز فری‌تاون، سیرالئون، و نشانه‌ای از آزادی برای بردگان آزادشده‌ای بود که به آن‌جا مهاجرت کردند. این درخت ۷۰ متری در طوفانی در تاریخ ۲۴ مه ۲۰۲۳ از نزدیکی پایه شکست و فرو افتاد.
گفته می‌شود که نام قدیمی هوشی‌مین یعنی «سایگون»، از واژهٔ Sài (در واژگان سینو-ویتنامی به‌معنای «نرده» و…) و نام ویتنامی درخت کاپوک یعنی (bông) gòn برگرفته شده باشد، هرچند احتمال دارد که منظور در اینجا نه Ceiba pentandra از جهان جدید، بلکه درخت پنجه از جهان قدیم باشد.

## نگارخانه

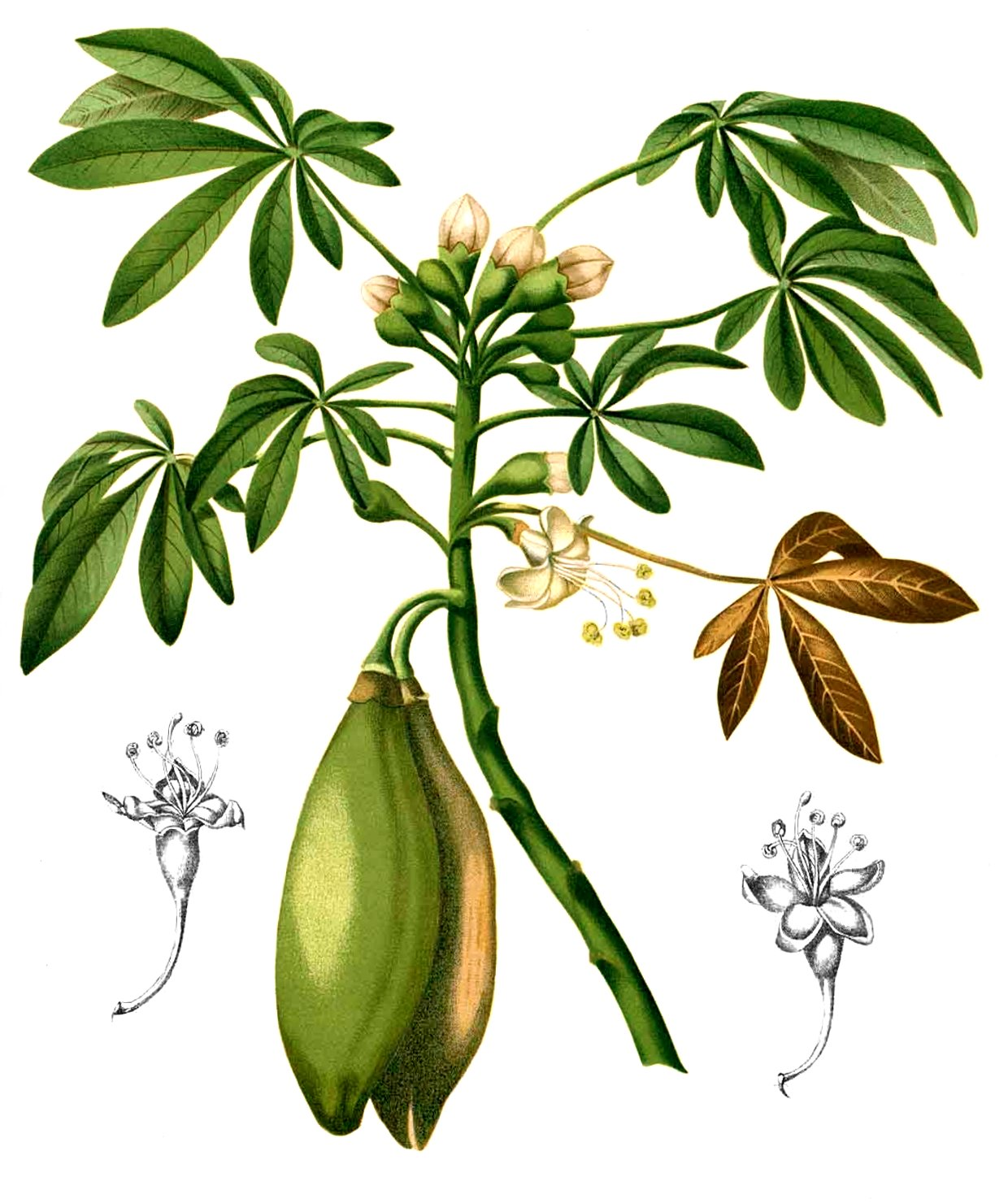
Ceiba pentranda
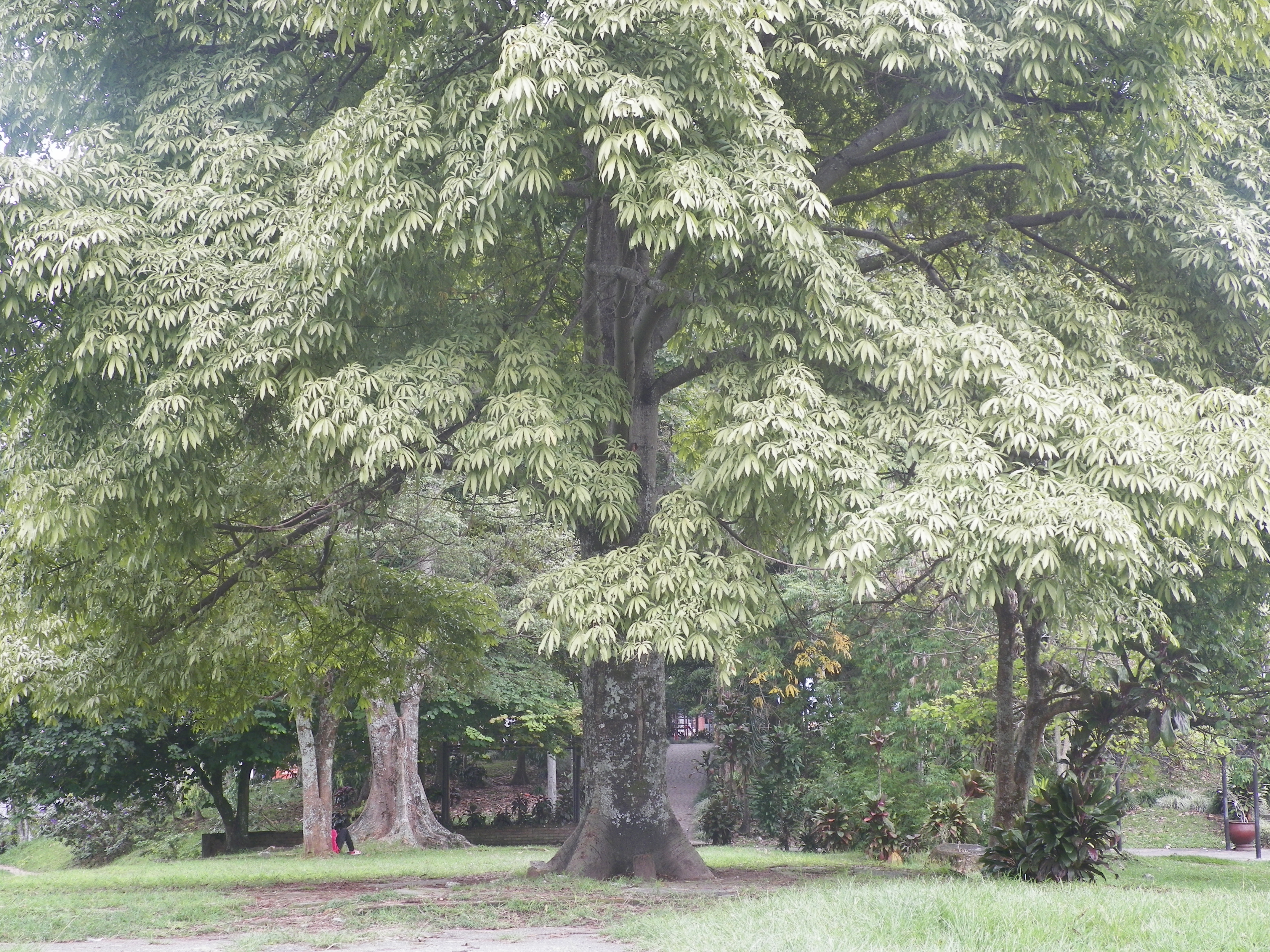
تاج درخت
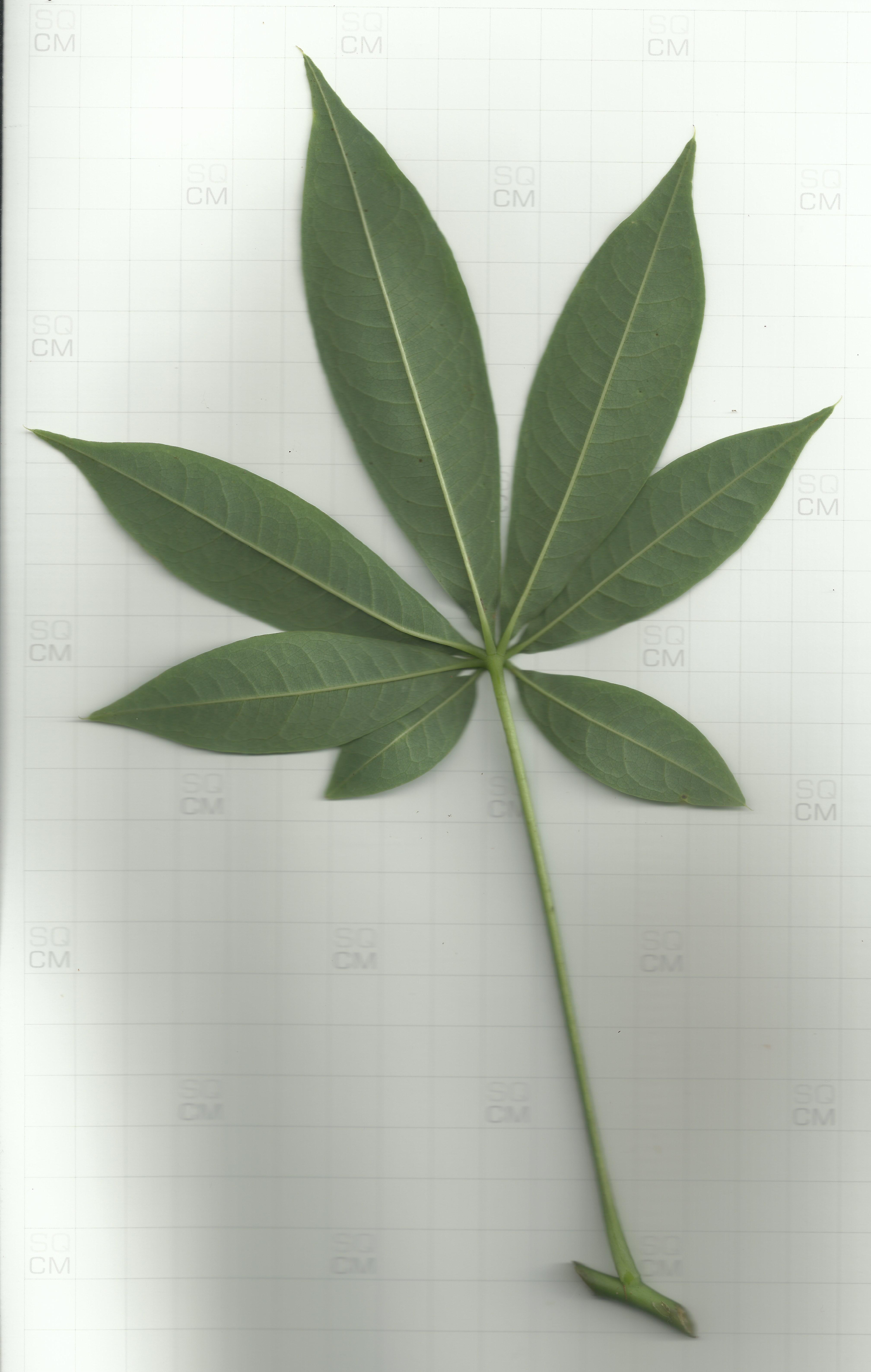
زیر یک برگ منفرد
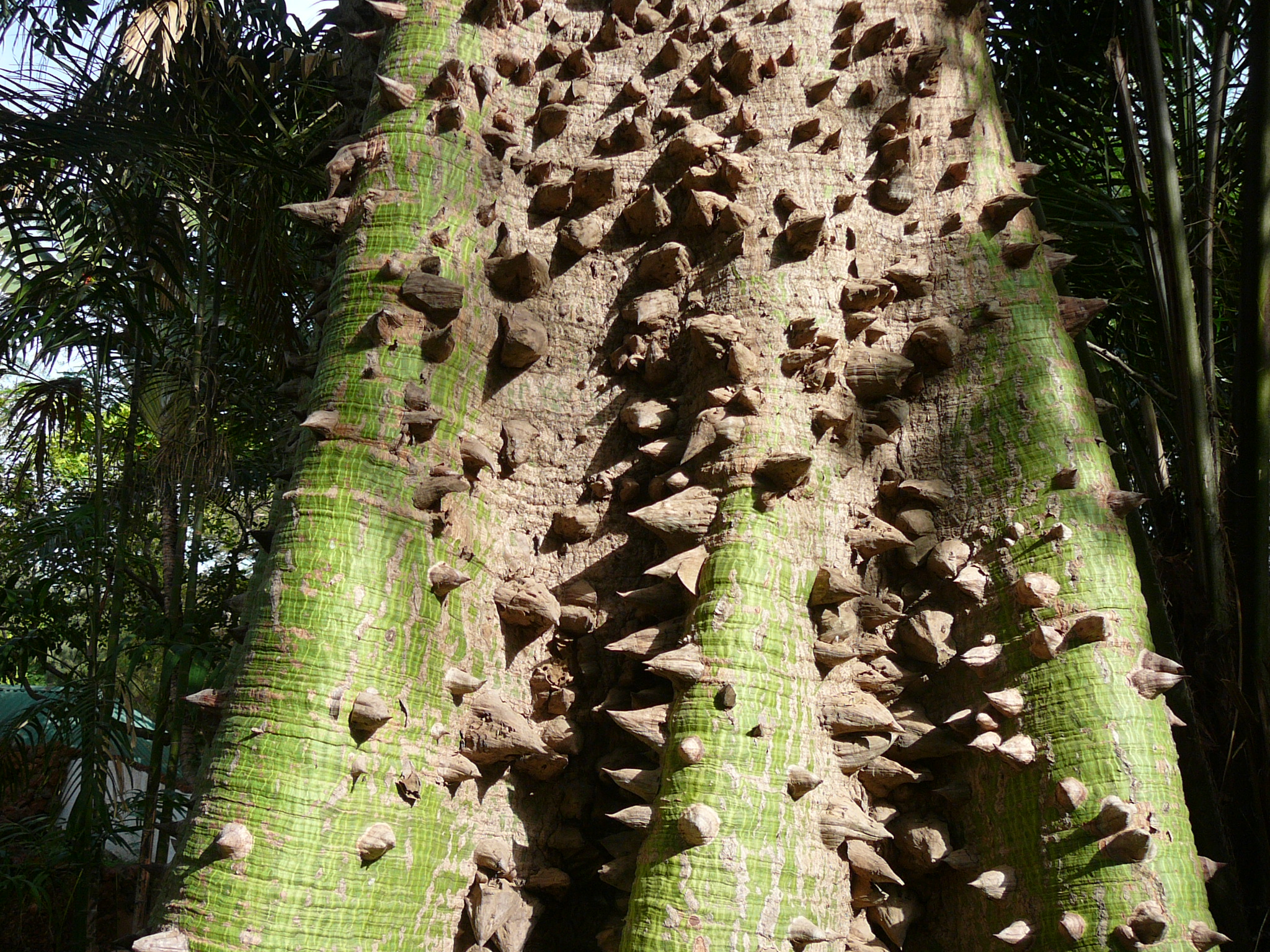
ریشه‌های تکیه‌گاهی خاردار و پایهٔ تنه
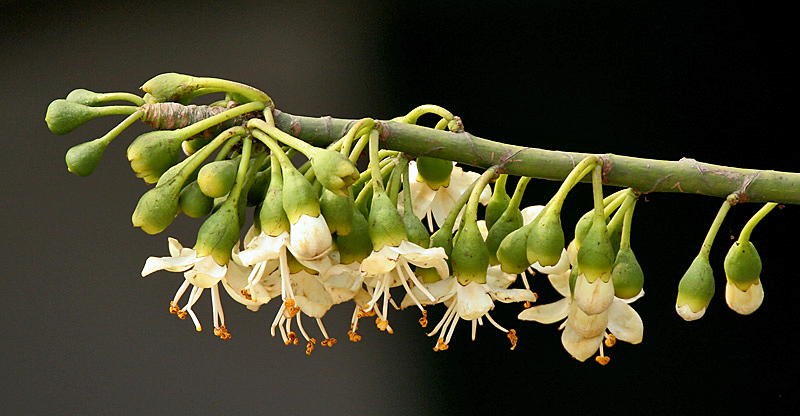
نمای گل‌ها از کنار
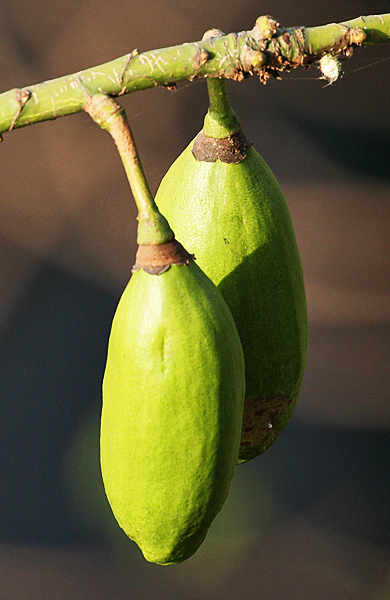
نمای نزدیک از میوه
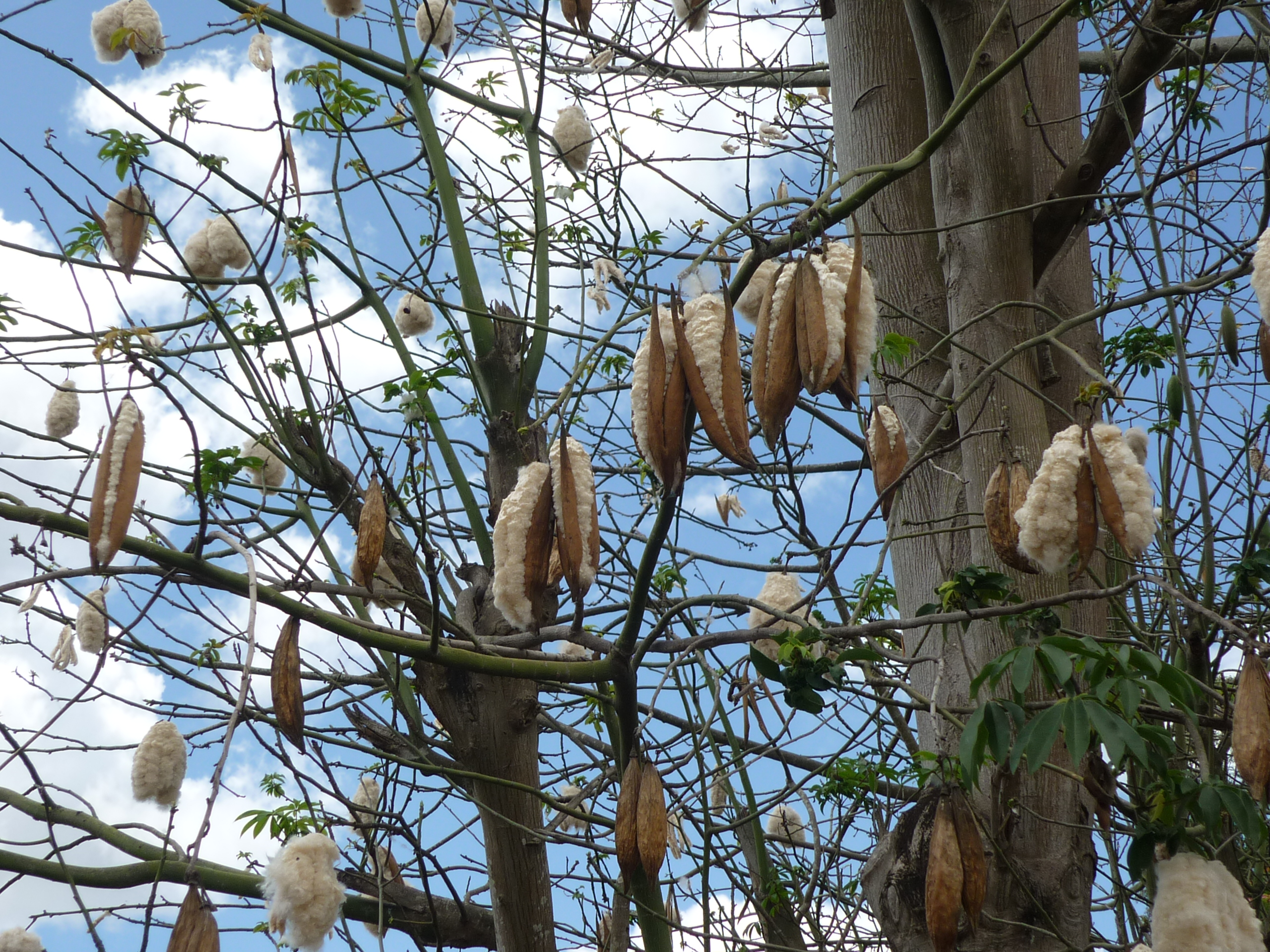
شاخه‌ها با میوه‌های شکافته‌شده
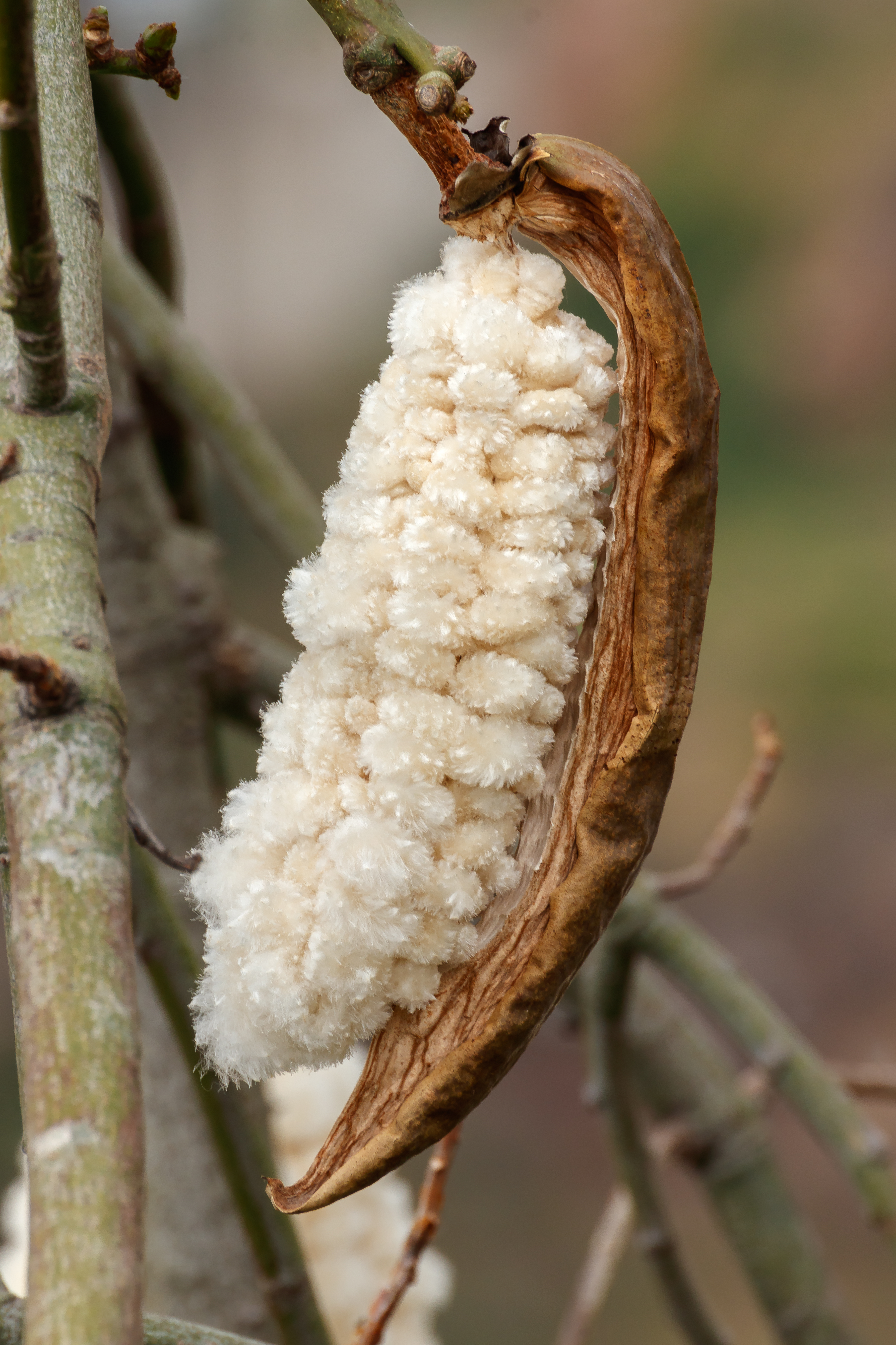
میوهٔ شکافته‌شده که بذرها در میان کاپوک دیده می‌شوند
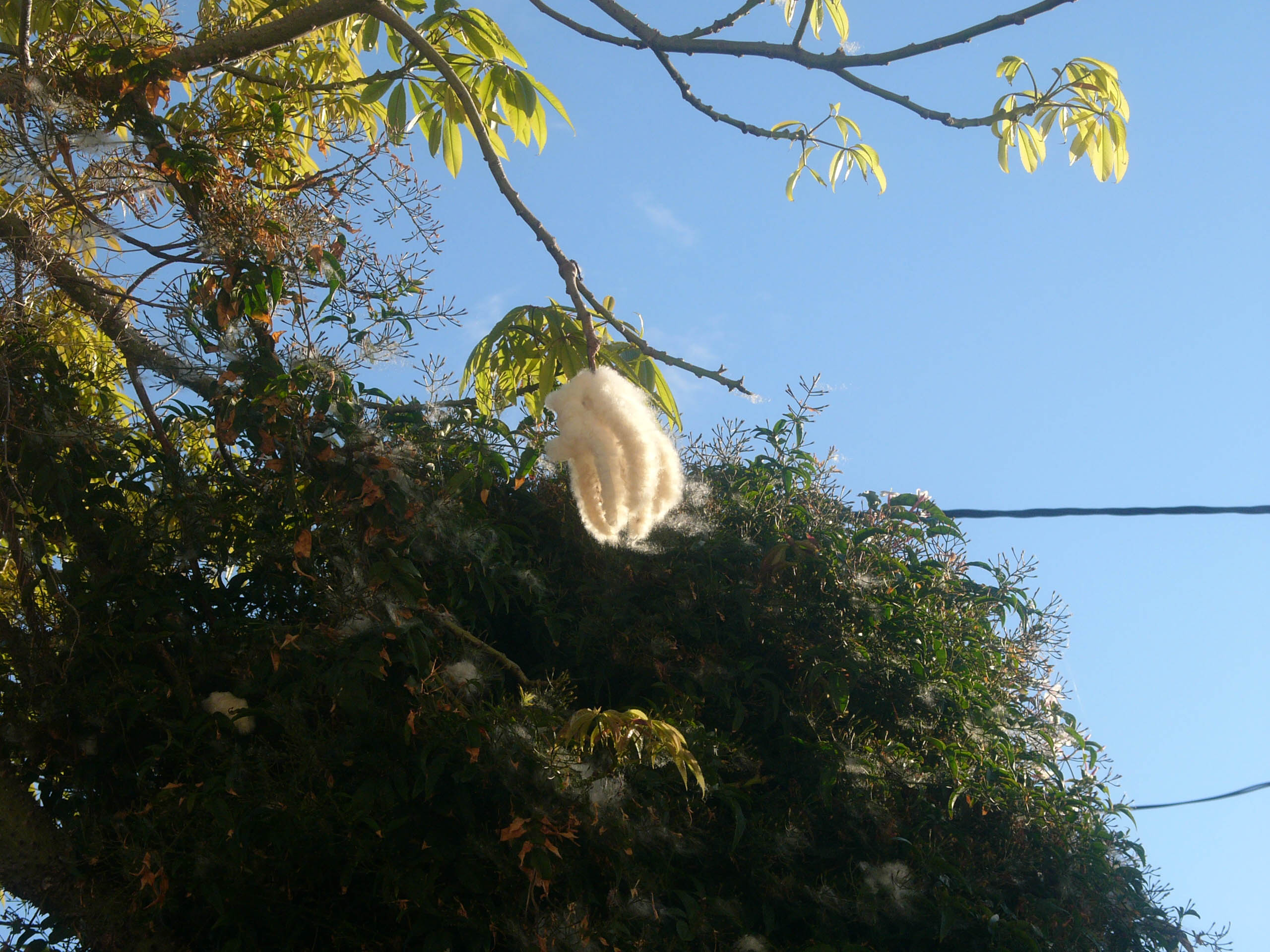
میوهٔ خشکیده و بازشده